# PSV (voetbalclub)
PSV is een Nederlandse profvoetbalclub uit Eindhoven. Deze werd op 31 augustus 1913 opgericht onder de naam Philips Sport Vereniging als sportvereniging van Philips-medewerkers. Op 1 juli 1999 werd PSV NV opgericht en het betaalde voetbal hierin ondergebracht. Van 1984 tot 1 juli 1999 was het betaald voetbal ondergebracht onder de Stichting PSV Voetbal.
PSV groeide uit tot een club die behoort tot de traditionele top drie van het Nederlands betaald voetbal. De club won 26 keer de Eredivisie, 15 keer de Johan Cruijff Schaal en 11 keer de KNVB Beker. Internationaal won de club in 1978 de UEFA Cup en in 1988 de Europacup I.
Op de UEFA-ranglijst van beste clubs in Europa stond PSV op 12 juli 2025 met 59.250 punten op de 24e plaats. De thuisbasis van de club is het Philips Stadion.

## Geschiedenis

### Ontstaan
Werknemers van Philips richtten op zaterdag 12 december 1910 het Philips Elftal op. Deze voetbalclub was de voorloper van PSV. De namen van de oprichters zijn te vinden in de notulen van 20 januari 1911: voorzitter Buitelaar, secretaris Formenoij, Heijnemeier, Hakker, Muijs, Van der Wees, Willem Schouten en Hendrik Huisken. De laatste twee zijn tevens de medeoprichters van PSV. De clubkleuren rood-wit worden vastgesteld op een ledenvergadering van het Philips Elftal begin 1911. Het eerste tenue bestaat uit een wijnrood shirt met witte kraag en witte boorden aan de mouwen, een zwarte broek en wijnrode kousen.
Het Philips Elftal speelde op zondag 15 januari 1911 zijn eerste wedstrijd aan de Frederiklaan, op exact dezelfde locatie waar later het Philips Stadion verrees. Nadat Anton Philips zich onder luid gejuich in een open wagen naar het veld liet brengen, verrichtte zijn vijfjarige zoontje Frits Philips de aftrap. Tegenstander was het tweede elftal van Hollandia uit Woensel. Het Philips Elftal won met 4-0 door doelpunten van Van der Slooten, Bouchotte, Leeman en Wiegerink
Met goedkeuring van Gerard en Anton Philips werd op zondag 31 augustus 1913 een sportvereniging opgericht waar verschillende sporten beoefend konden worden, waaronder voetbal. De vereniging werd opgericht door en voor personeelsleden van Philips. Het Philips Elftal sloot zich 22 oktober 1913 aan bij de Philips' Sport Vereeniging, maar behield de naam Philips Elftal tot 31 oktober 1916. De officiële oprichtingsdatum van het Philips Elftal is 12 december 1910, die van PSV 31 augustus 1913. In het begin konden alleen Philipsmedewerkers lid worden, maar vanaf 1928 mochten er ook mensen van buiten het bedrijf bij PSV sporten.

### Van personeelsclub tot betaald voetbal
PSV deed in 1914 voor de eerste keer mee aan de competitie en speelde in het seizoen 1921/22 voor het eerst in de hoogste klasse van het Nederlandse voetbal. Na een degradatie naar de tweede klasse in 1924/25 promoveerde PSV een jaar later weer naar de eerste klasse. PSV speelt sinds het seizoen 1926/27 onafgebroken op het hoogste niveau.
PSV werd voor het eerst landskampioen in het seizoen 1928/29. Hiervoor won het eerst het districtskampioenschap in de Eerste Klasse Zuid en daarna de kampioenscompetitie. De afdeling voetbal werd in april 1933 financieel losgekoppeld van het overkoepelend orgaan. PSV won in 1934/35 zijn tweede landskampioenschap en in 1949/50 voor de eerste keer de KNVB beker. De Eindhovense club won in de finale van het toernooi met 4–3 van HFC Haarlem dankzij twee doelpunten van Jan Bijen en twee van Piet Fransen.
PSV nam in 1955/56, een jaar na de invoering van het betaald voetbal in Nederland, als eerste Nederlandse club deel aan de eerste editie van het toernooi om de Coupe Européenne, de voorloper van de Europacup I, die in 1992/93 weer de UEFA Champions League werd. Grote man achter PSV toentertijd was Frans Otten, voorzitter van de Philips-Federatie en sportliefhebber. Hij zorgde voor de juiste faciliteiten voor de sporters, waaronder de voetballers. Het seizoen 1956/57 werd het jaar van Coen Dillen. Hij maakte dat jaar 43 doelpunten in de Eredivisie, een nooit meer verbroken record. PSV werd in het seizoen 1962/63 voor het eerst kampioen in het betaald voetbal. Daarna ging de club tien jaar zonder prijs tegemoet. Onder bestuursvoorzitter Frits Philips schroefde Philips mede onder druk van de vakbonden de 'sponsoring' terug. Het duurde tot begin jaren 70 voor de investeringen weer toenamen.

### Gouden periodes

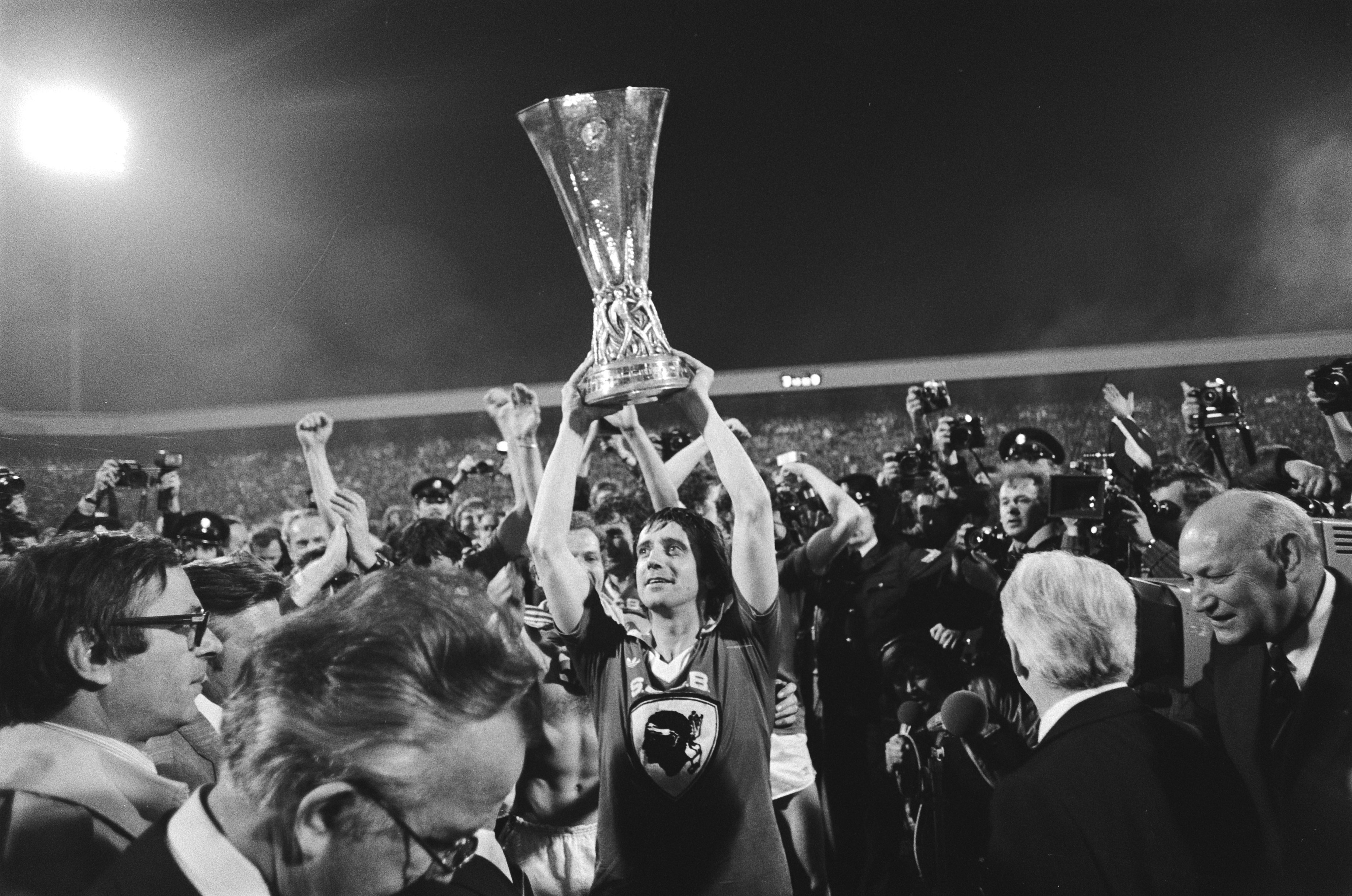
Willy van der Kuijlen in mei 1978 met de zojuist met PSV gewonnen UEFA Cup

Midden jaren 70 was de eerste 'gouden periode' voor PSV. Met voetballers als Willy van der Kuijlen en de gebroeders Willy en René van de Kerkhof won PSV vanaf het seizoen 1973/74 meerdere landskampioenschappen en nationale bekers. Zij wonnen samen met onder anderen Jan van Beveren, Huub Stevens, Ernie Brandts, Adrie van Kraaij, Kees Krijgh, Jan Poortvliet, Harry Lubse en Gerrie Deijkers in 1977/78 ook de UEFA Cup, de eerste Europese prijs in de clubhistorie. De finale van het toernooi werd beslist over twee wedstrijden, waarin PSV SC Bastia versloeg. Na 0–0 in Frankrijk won de Eindhovense club thuis met 3–0. Van der Kuijlen speelde uiteindelijk ruim zeventien seizoenen voor PSV waarin hij onder meer 528 competitiewedstrijden speelde. Dit leverde hem de bijnaam Mister PSV op. Hij stopte in 1982 met 311 competitiedoelpunten achter zijn naam met voetballen, waarmee hij ook topscorer aller tijden van de Eredivisie werd.
In de tweede helft van de jaren 80 begon de beste periode in de clubgeschiedenis. Tussen 1985/86 en 1991/92 werd PSV zes keer nationaal kampioen en won ze drie keer de KNVB beker. Daarbij was de Eindhovense club in de periode 1985/86-1988/89, de eerste sinds de oprichting van de Eredivisie, die vier keer op rij landskampioen werd. Het hoogtepunt in de clubhistorie vond plaats in het seizoen 1987/88, toen PSV op 25 mei 1988 onder leiding van coach Guus Hiddink het toernooi om de Europacup I won. Een team bestaand uit onder anderen Hans van Breukelen, Eric Gerets, Ivan Nielsen, Ronald Koeman, Jan Heintze, Gerald Vanenburg, Berry van Aerle, Søren Lerby, Edward Linskens, Wim Kieft en Hans Gillhaus speelde in de finale met 0–0 gelijk tegen Benfica, om daarna door middel van een beslissende strafschoppenreeks te winnen. Invaller Anton Janssen schoot de zesde en beslissende penalty binnen voor PSV. Als gevolg van het winnen van de Europacup 1 speelde PSV op 11 december 1988 in Tokio voor de wereldbeker, tegen Club Nacional. Na een gelijke stand na 120 minuten verloor PSV ditmaal de strafschoppenserie: 6–7.

### Nieuwe millennium

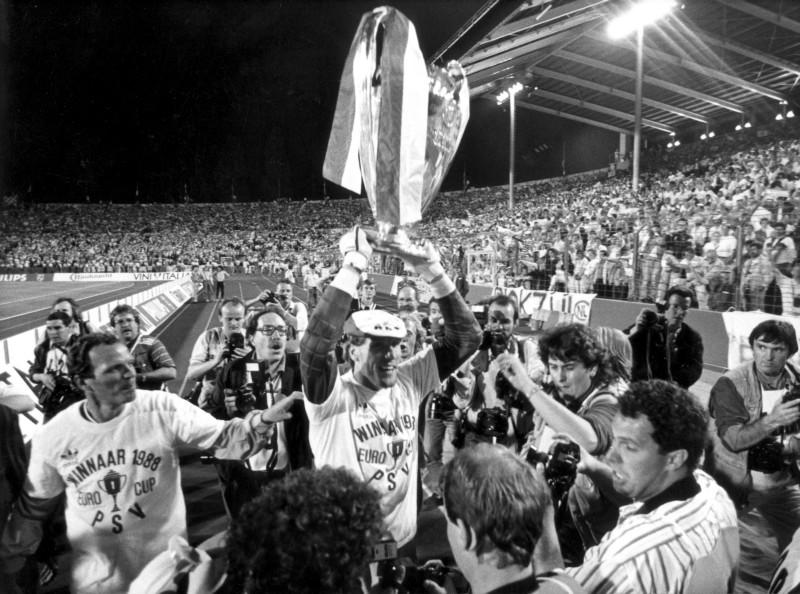
Hans van Breukelen in mei 1988 met de Europacup I

De eerste tijd na 'de gouden periodes' laat zich omschrijven als een periode van ontwikkeling van spelers, die via PSV de stap maakten naar de internationale top. Voorbeelden hiervan zijn latere winnaars van de prijs voor wereldvoetballer van het jaar zoals Romario en Ronaldo, maar ook Ruud van Nistelrooij, Phillip Cocu en Jaap Stam. Bij de eerste editie van de Champions League in 1992/93 was PSV de eerste Nederlandse vertegenwoordiger. Na het landskampioenschap in het jaar dat daaraan voorafging, volgden een paar seizoenen zonder prijzen voor PSV. Dit had onder meer te maken met een sportieve piek bij titelconcurrent Ajax, dat in die jaren zowel nationaal als internationaal titels won. In 1994 voerde toenmalig voorzitter William Maeyer een reorganisatie door onder de naam Scenario 1994-95, opnieuw naar de top. Daarin werd afscheid genomen van diverse oudgedienden. Luc Nilis begon in deze tijd aan een periode waarin hij zich in zes seizoenen de top vijf van PSV's clubtopscorers aller tijden binnenschoot. Het veertiende landskampioenschap in het seizoen 1996/97 was voor de Eindhovense club het laatste in de jaren 90.
In het eerste decennium van het nieuwe millennium domineerde PSV het Nederlandse voetbal. De club won van 1999/00 tot en met 2007/08 zes landskampioenschappen en was van 1997/98 tot en met 2008/09 twaalf jaar op rij vertegenwoordigd in de Champions League. Spelers als Mark van Bommel, Wilfred Bouma, Van Nistelrooij, André Ooijer, Mateja Kežman, Jan Vennegoor of Hesselink en Ji-sung Park waren hoekstenen binnen de selecties op dat moment. In deze tijd ontstond de term Eindhoven, voetbalhoofdstad. Europees reikte PSV in deze jaren één keer tot de halve finale van de Champions League, eenmaal tot de kwartfinale en vier keer tot de kwartfinale van de UEFA Cup. Er vertrokken weer spelers naar Europese topclubs, zoals Van Bommel, Park, Kežman en Arjen Robben. Daarnaast werd de eigen jeugdopleiding opgewaardeerd en kreeg PSV in 2007 de titel 'beste jeugdopleiding van Nederland'. Ibrahim Afellay, Otman Bakkal, Ismaïl Aissati en Dirk Marcellis waren voorbeelden van het nieuwe elan in Eindhoven.

### Koerswijziging

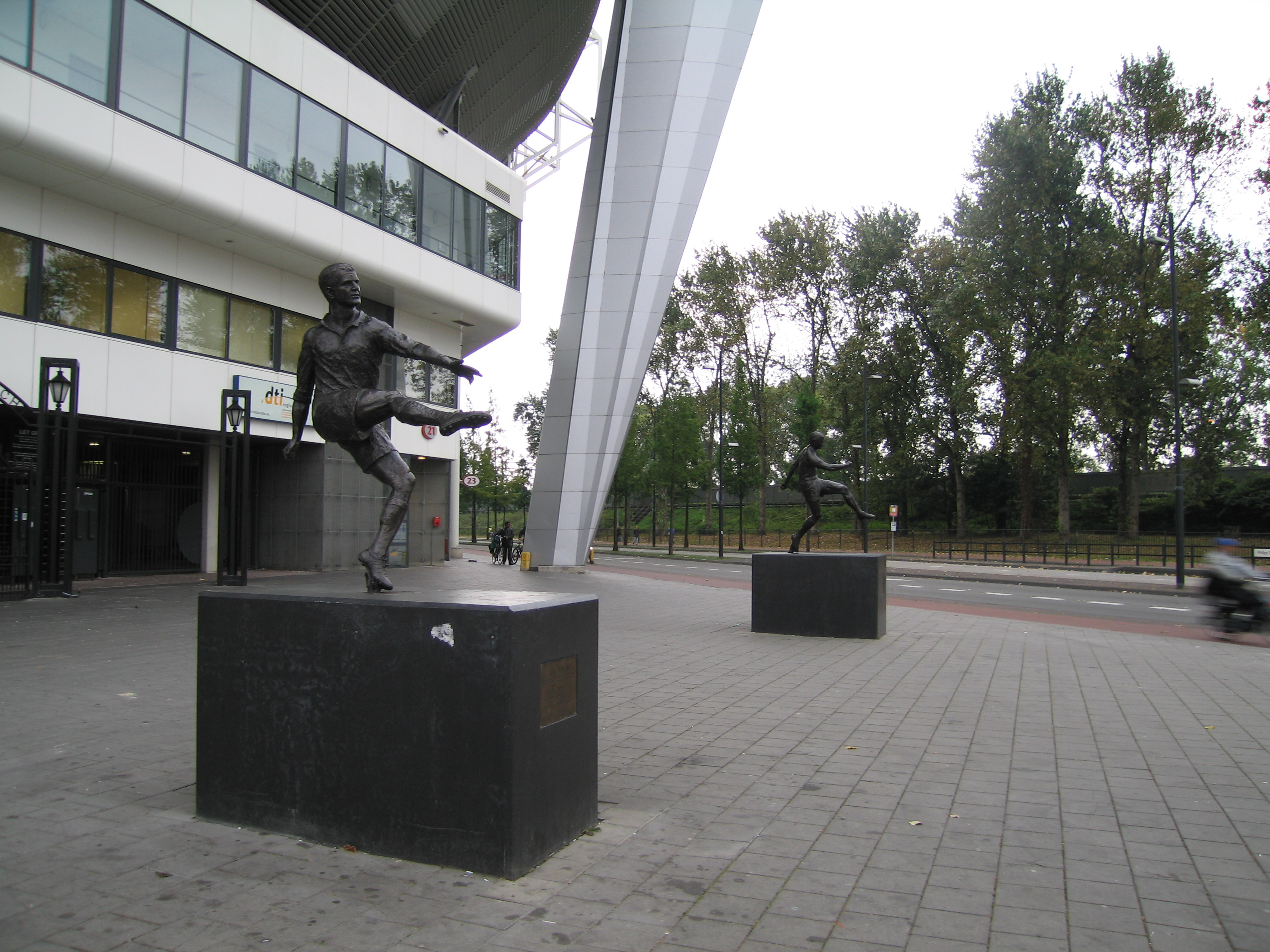
Standbeelden van Coen Dillen (voor) en Willy van der Kuijlen (achter)

Nadat PSV van seizoen 2004/05 tot en met dat van 2007/08 opnieuw vier keer op rij landskampioen werd, stokten de successen. De club eindigde het seizoen 2008/09 als vierde en ook de volgende twee jaren liep het zowel een nieuwe landstitel als een eindklassering in de top 2 mis. In de zomer van 2011 kreeg PSV een financiële injectie van de gemeente Eindhoven. Ondanks verschillende en relatief dure aankopen wist PSV in 2011/12 en 2012/13 wederom geen kampioen te worden. Wel werden in 2012 zowel de beker als Johan Cruijff Schaal gewonnen door de Eindhovenaren. Na het seizoen 2012/13, waar PSV op de tweede plaats eindigde in de Eredivisie en verliezend bekerfinalist was, vond er een koerswijziging plaats. Vrijwel het gehele basisteam van de voorgaande jaren werd vervangen. Zes van de spelers hiervan leverden de club samen ruim €44.500.000,- aan transfersommen op, de contracten van acht andere selectiespelers werden niet verlengd en teruggekeerde spelers als Van Bommel en Bouma beëindigden hun actieve loopbaan. Technisch directeur Marcel Brands stelde vervolgens een nieuwe selectie samen met voornamelijk jonge spelers waarin PSV groeipotentie zag. Jeffrey Bruma, Florian Jozefzoon, Adam Maher, Stijn Schaars en Santiago Arias kostten de club gezamenlijk $11.500.000,- en de toen achttienjarige Karim Rekik werd gehuurd van Manchester City. Zij gingen samen met nog aanwezige jonge spelers als Jetro Willems, Georginio Wijnaldum, Oscar Hiljemark, Luciano Narsingh en Tim Matavž en spelers afkomstig uit de eigen jeugd als Jeroen Zoet, Joshua Brenet, Abel Tamata, Jorrit Hendrix, Peter van Ooijen, Rai Vloet, Jürgen Locadia, Zakaria Bakkali en Memphis Depay de nieuwe PSV-selectie vormen. Ji Sung Park keerde terug naar de club om samen met Schaars voor enige ervaring in het team te zorgen. Oud-speler Cocu werd voor het eerst in zijn carrière aangesteld als hoofdcoach. Daarnaast ging PSV meer investeren in de eigen jeugdopleiding.
Het eerste seizoen van PSV onder Cocu eindigde op de vierde plaats op de ranglijst van 2013/14. Het duurde tot de laatste speeldag voor de club zeker was van deelname aan Europees voetbal, nadat ze halverwege de competitie nog op de negende plaats stond. PSV begon het seizoen 2014/15 met vrijwel dezelfde selectie, met Luuk de Jong in plaats van de verkochte Matavž en Andrés Guardado in plaats van de gestopte Park. Ditmaal greep de club op de tweede speeldag de koppositie en stond ze die de rest van het seizoen niet meer af. Een 4–1-overwinning thuis tegen sc Heerenveen in speelronde 31 zorgde ervoor dat het 22ste landskampioenschap in de clubhistorie officieel een feit werd. PSV eindigde het seizoen met 88 punten, onder meer dankzij 29 overwinningen in 34 competitiewedstrijden. Dit aantal punten en overwinningen waren allebei nieuwe clubrecords. Tijdens de slotfase van het seizoen werd bekend dat Philips na het seizoen 2015/16 ging stoppen als hoofdsponsor. De club zou voor het eerst sinds de invoering van de shirtsponsoring een andere naam dan Philips op de borst gaan dragen.
Ondanks de verkoop van uitblinkers Depay en Wijnaldum behaalde PSV in het seizoen 2015/16 voor het tweede jaar op rij meer dan tachtig punten (84). Daarmee was ze de eerste Nederlandse club die dit lukte sinds PSV dit zelf voor het laatst deed in de seizoenen 2004/05 en 2005/06. Net als toen werd PSV hiermee in 2015/16 voor het tweede jaar op rij landskampioen. De beslissing viel ditmaal op de laatste speeldag van het seizoen. De club begon aan speelronde 34 met evenveel punten als Ajax, maar met een doelsaldo dat zes doelpunten minder was. PSV won die dag vervolgens met 1–3 uit bij PEC Zwolle, terwijl Ajax uit bij De Graafschap met 1–1 gelijkspeelde.
PSV eindigde in de titelrace van 2016/17 derde achter achtereenvolgens Feyenoord en Ajax. Het grote aantal gelijkspelen (tien) kostten de Eindhovenaren te veel punten om tot het laatst mee te kunnen doen. Steven Bergwijn werd dat jaar de volgende jeugdspeler die het schopte tot basiskracht. PSV werd in 2017/18 vervolgens voor de derde keer in vier jaar en voor de 24e keer in totaal landskampioen. In 2018/19 eindigde PSV op de tweede plaats, achter kampioen Ajax.
De club bracht in maart 2019 naar buiten dat het vanaf het seizoen 2019/20 een nieuwe shirtsponsor zou krijgen door middel van een innovatieve constructie. Philips, ASML, Jumbo, VDL en de High Tech Campus werden namelijk onder de noemer Metropoolregio Brainport Eindhoven samen de nieuwe belangrijkste commerciële partner van de club. 
Het voetbalseizoen 2019/20 werd in maart 2020 vroegtijdig beëindigd door de coronacrisis in Nederland. De KNVB besloot de op dat moment actuele ranglijst als eindstand te kiezen. PSV eindigde daarmee op de vierde plaats.
PSV eindigde in de seizoenen 2020/21, 2021/22 en 2022/23 op de tweede plaats. In 2021, 2022 en 2023 won PSV de Johan Cruijff Schaal en in 2022 en 2023 won het de KNVB Beker. Vier van de vijf keren was dit in een finale tegen Ajax en eenmaal tegen Feyenoord.

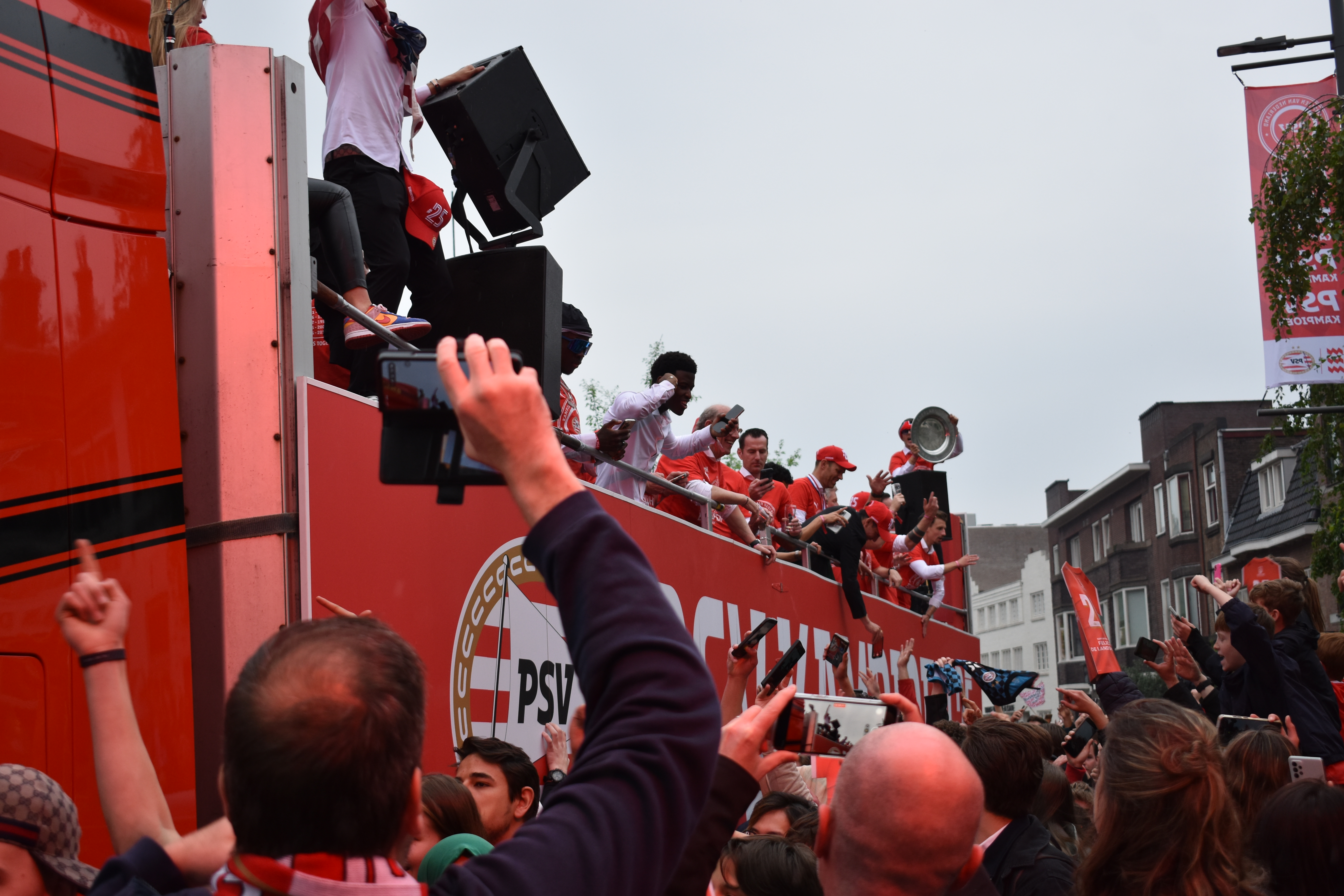
De PSV-selectie rijdt op de platte kar door Eindhoven nadat de club voor de 25e keer de landstitel heeft gewonnen (2024)

De transferzomer van 2023 was een drukke periode. Veel dure spelers zoals Simons en Sangaré vertrokken en PSV haalde de volgende spelers terug naar Nederland: Dest, Lang, Schouten, Pepi en Lozano. Door al die transfers werd een recordbedrag van 50 miljoen uitgegeven. De uitgaven werden beloond, want in het seizoen 2023/24 behaalde PSV de Champions League-groepsfase na een afwezigheid van vijf jaar. Het lukte de beste seizoensstart in de Eredivisie ooit neer te zetten. De ploeg van Peter Bosz won 17 competitiewedstrijden sinds de start van seizoen 2023/2024, een evenaring van PSV in het seizoen 1987/88. Het lukte ze ook om te overwinteren in de Champions League, voor het eerst sinds het seizoen 2015/16. PSV werd nipt verslagen in de achtste finales door de finalist van dat jaar: Borussia Dortmund. Op 5 mei 2024 werd de ploeg uit Eindhoven kampioen van Nederland, na een 4–2 overwinning op Sparta Rotterdam.

## Erelijst
| Competitie                                  | Aantal | Jaren |
| ------------------------------------------- | ------ | --- |
| Internationaal                              |        | |
| Europacup I                                 | 1×     | 1988 |
| UEFA Cup                                    | 1×     | 1978 |
| Nationaal                                   |        | |
| Nederlands landskampioenschap / Eredivisie  | 26×    | 1929, 1935, 1951, 1963, 1975, 1976, 1978, 1986, 1987, 1988, 1989, 1991, 1992, 1997, 2000, 2001, 2003, 2005, 2006, 2007, 2008, 2015, 2016, 2018, 2024, 2025 |
| KNVB beker                                  | 11×    | 1950, 1974, 1976, 1988, 1989, 1990, 1996, 2005, 2012, 2022, 2023                                                                                           |
| Nederlandse Supercup / Johan Cruijff Schaal | 15×    | 1992, 1996, 1997, 1998, 2000, 2001, 2003, 2008, 2012, 2015, 2016, 2021, 2022, 2023, 2025                                                                   |

## Clubcultuur

### Communicatiemiddelen
PSV communiceert op diverse manier met de fans, sponsor en andere belangstellenden. Middels drukwerk werd tot 2016 onder meer voor elke thuiswedstrijd de PSV-flits gratis uitgedeeld aan de supporters. Verder komt het blad PSV Inside uit. Dat is een blad dat verkrijgbaar is in de winkel of waar een abonnement op af te sluiten is. Verder worden nog het blad PSV Inzake en PSV Phoxynieuws uitgegeven. Deze bladen worden aan de leden toegezonden van respectievelijk PSV Netwerk voor ondernemers en van de Phoxyclub, voor jeugdige supporters. Verder communiceert PSV dagelijks via zijn internetsite, www.psv.nl. De website is ook in het Engels en Spaans beschikbaar en geeft onder andere ook actuele informatie over de trainingstijden van de A-selectie. Verder beschikt de website over achtergrondinformatie over de selectie en de wedstrijden, en is in het archief terug te bekijken tot berichten uit 2002. PSV beschikt tevens over een eigen forum waar leden met elkaar van gedachten kunnen wisselen. Tevens heeft PSV een interne en externe televisieservice, die bestaat uit een online televisiedienst, een digitaal kanaal bij KPN, het programma Clubvoetbal Insite op RTL 5, en een dagelijks voetbaljournaal op Planet Voetbal. Bij de online televisiedienst op PSV.nl en PSV.tv zijn actualiteiten, voor- en nabeschouwingen op wedstrijden, portretten van spelers, historische fragmenten, inside- en businessvideo's te zien. Verder heeft PSV ook een overeenkomst met YouTube over het aanleveren van beeldmateriaal van PSV.tv. Sinds 2013 voert Official Supplier Markteffect alle onderzoeken voor PSV uit. De voorspellingen van PSV supporters worden elke thuiswedstrijd in het Philips Stadion onderzocht en met de supporters gedeeld. Daarnaast is PSV actief op enkele sociale media: Facebook, Twitter, Instagram, Snapchat, YouTube en Tiktok. PSV heeft onlangs ook een samenwerking gestart met Anycoin Direct. Via verschillende kanalen zullen beide partijen communiceren over veilig handelen in cryptocurrencies. Het gehele sponsorbedrag is dan ook uitbetaald in Bitcoin, een primeur binnen de voetbalwereld en crypto wereld.

### Aanhang
PSV beschikt over een maximum van 26.000 seizoenkaarthouders en er is doorgaans een wachtlijst voor aanvragen van nieuwe seizoenskaarten. PSV verkoopt maximaal 26.000 seizoenkaarten terwijl het stadion een capaciteit van 35.000 toeschouwers heeft, omdat men wil dat er altijd kaarten via de losse verkoop beschikbaar zijn voor supporters. Het grootste gedeelte van de PSV-aanhang komt uit Noord-Brabant, al zijn er ook supporters uit de rest van Nederland en buitenlandse seizoenkaarthouders. Fanatieke supporters zitten doorgaans in de sfeervakken. Dit zijn de vakken U t/m Z, deze vakken bevinden zich grotendeels op de eerste ring van de oosttribune van het Philips Stadion, vandaar wordt dit ook wel "Oost" genoemd.

### Rivaliteit
Als een van de drie traditionele topclubs heeft PSV in de loop der jaren veel rivaliteit ondervonden van andere clubs in de Eredivisie. 

#### Rivaliteit met Ajax
Van de traditionele topclubs is Ajax een rivaal op sportief gebied. De wedstrijden tegen Ajax worden als toppers bestempeld sinds het seizoen 1973/74. De rivaliteit met Ajax ontstond in de jaren 70 en komt voort uit diverse oorzaken, zoals de verschillende interpretatie van al dan niet recente nationale en internationale successen van beide clubs en de veronderstelde tegenstelling tussen de Randstad en de provincie. Wedstrijden tussen Ajax en PSV staan bekend als De Topper.

#### Rivaliteit met Feyenoord
Hoewel deze confrontatie voor PSV-supporters minder beladen is dan De Topper (Ajax-PSV), behoren de duels tussen Feyenoord en PSV tot de belangrijkste van het seizoen, ongeacht de stand op de ranglijst. De wedstrijden tussen Feyenoord en PSV hebben in de loop der jaren geleid tot diverse memorabele momenten en uitslagen. Zo troffen beide clubs elkaar in 2002 in Europees verband in de UEFA Cup én is PSV verantwoordelijk voor Feyenoord's grootste nederlaag in haar clubhistorie (10-0).

### Supportersverenigingen
PSV beschikt over twee officiële supportersverenigingen. Één ervan is de oudste supportersvereniging van Nederland, Supportersvereniging PSV. Deze vereniging werd opgericht op 1 augustus 1920. Deze vereniging kenmerkt zich door het organiseren van de supportersreizen naar de wedstrijden van PSV, zowel in binnen- als in buitenland. De andere vereniging is PSV Fans United. Op 19 januari 2001 werd deze vereniging opgericht en is op 27 november 2001 schriftelijk officieel erkend door PSV. De vereniging is opgericht door de fanatieke supporters met als doel op te komen voor de sfeersupporters van PSV. Naast de twee supportersverenigingen heeft PSV ook een fanclub voor kinderen van 0 tot en met 12 jaar. PSV was de eerste Nederlandse club die met een dergelijke fanclub kwam. De fanclub begon in 1998 onder de naam PSV Junior Club en was een gratis club om kinderen kennis te laten maken met PSV. Later is de naam gewijzigd in PSV Phoxy Club. Anno 2008 is het een betaald lidmaatschap. In november 2007 kon PSV het 20.000e lid verwelkomen.

### Sfeergroepen
Naast de officiële verenigingen kent PSV ook nog supportersgroepen die gericht zijn op tifo. De officiële vereniging PSV Fans United beschouwt dit als onderdeel van hun beleid, wat onder meer in ogenschouw kwam door een sfeeractie voor Timmy Simons welke door hen was georganiseerd. Een andere groep die zich voornamelijk op tifo richt is Lighttown Madness. De sfeeracties voor Heurelho da Silva Gomes komen van hen. Een andere groep, die bestaat uit jongeren van Vak ZZ die in de leeftijd van 12 tot 16 jaar zijn, heeft zich verenigd in Red White Entity. Al deze sfeergroepen voeren hun acties uit in samenwerking met PSV, en soms ook met elkaar.

### Mascotte
De kidsclub, PSV Phoxy Club, is genoemd naar de mascotte van PSV, Phoxy. Zoals de naam al aangeeft is Phoxy een vos. Phoxy is gekleed in het PSV clubtenue en heeft rugnummer 99. De manier van schrijven van de naam refereert aan het Engelse woord Fox, maar dan met de eerste twee letters van Philips. In het jaar 2006 werd Phoxy mascotte van het jaar.

### Imago van de club
Uit een onderzoek uit 2007 van het bureau Sport+Markt voor de Eredivisie CV, waarin de imagowaarde van de eredivisieclubs werd bekeken, kwam naar voren dat PSV op de eerste plaats stond wat betreft aantrekkelijkheid. Het onderzoek maakte deel uit van het zogenaamde CPM-model (Club Positioning Matrix), dat door de Eredivisie CV gebruikt wordt als barometer voor het verdelen van de tv-gelden onder de clubs. De CPM-ranking telt voor de helft mee. Sportieve prestaties in de Eredivisie voor de andere helft. Bij de CPM tellen naast het imago (voor 23% bepalend) ook de merkwaarde (23%), de doelgroep (9%), het stadion (13%), de omzet (23%) en de UEFA-ranglijst (9%) mee bij het bepalen van de score. PSV staat op deze lijst tweede met 2648 punten van de maximale 3462. Voorheen bepaalden de CPM-ranglijst en de sportieve prestaties in de Eredivisie per club hoe de tv-gelden werden verdeeld, beide werden gewogen over de afgelopen drie seizoenen. Tegenwoordig wordt dit anders bepaald. (uitleg)

### Logo, tenue en vlag

#### Logo
Het eerste logo van PSV bestond uit een cirkel waarin een gloeilamp was verwerkt. In de lamp stond “Philips” en erboven “sport”. Later is het veranderd in een ovale vorm met een vlag erin waar in de vlag wederom een ovaal was geplaatst met de letters PSV er in. Medio jaren negentig is het logo ingevoerd zoals het nu is. De buitenste ovaal is rood-wit horizontaal gestreept, waarop de vlag is geplaatst met de letters PSV die groter en dikker zijn gemaakt. In 2014 werd onderaan in de lauwerkrans de tekst 'EST 1913' aan het logo toegevoegd, wat verwijst naar het jaar van oprichting. In mei 2020 zijn er enkele kleine wijzigingen gemaakt aan het logo, het lettertype van "PSV" en "EST. 1913" is subtiel veranderd.

#### Tenue
Het officiële tenue van PSV bestaat uit een rood-wit verticaal gestreept shirt, een zwarte broek en witte sokken. In de loop der jaren heeft PSV regelmatig van shirt gewisseld, soms geheel rood, soms geheel wit, of dunne en dikke strepen. In 2000 werd een shirt ingevoerd met zeven gelijke strepen, vier witte en drie rode. De rode kleur werd officieel vastgelegd als pms 106 (PSV-rood) en de plaats van het clublogo als ergens op de borst. PSV kende sinds de invoering van de shirtsponsoring in 1982 tot 2016 één shirtsponsor, Philips. Er werd in 2016 een driejarig contract gesloten met EnergieDirect.nl. De achtergrond bij de tekst Philips was bijna altijd één kleur. In het seizoen 1994/95 heeft PSV enkele wedstrijden met Philips op een volledig gestreept shirt gespeeld, maar dat is tijdens het seizoen veranderd vanwege de verminderde leesbaarheid.

#### Kledingsponsor
Sinds 1970 heeft PSV vier kledingsponsoren gehad. Le Coq Sportif was de eerste sponsor van PSV, van 1970 tot 1974. Van 1974 tot 1995 was Adidas de sponsor, en stond hun logo op het shirt. Nike werd in 1995 kledingsponsor van PSV, tot en met het seizoen 2014-2015. PSV sloot vervolgens een akkoord met Umbro tot en met 2019-2020. Sindsdien is Puma de kledingsponsor.
| Periode   | Kledingsponsor | Shirtsponsor                       | Shirtsponsor rug | Shirtsponsor mouw links | Shirtsponsor mouw rechts | Shirtsponsor nek |
| --------- | -------------- | ---------------------------------- | ---------------- | ----------------------- | ------------------------ | ---------------- |
| 1970-1974 | Le Coq Sportif |                                    |                  |                         |                          |                  |
| 1974-1982 | Adidas         |                                    |                  |                         |                          |                  |
| 1982-1995 | Adidas         | Philips                            |                  |                         |                          |                  |
| 1995-2011 | Nike           | Philips                            |                  |                         |                          |                  |
| 2011-2015 | Nike           | Philips                            | Freo             |                         |                          |                  |
| 2015-2016 | Umbro          | Philips                            |                  |                         |                          |                  |
| 2016-2017 | Umbro          | energiedirect.nl                   | Philips          |                         |                          |                  |
| 2017-2018 | Umbro          | energiedirect.nl                   | Philips          | PSV Energie             |                          |                  |
| 2018-2019 | Umbro          | energiedirect.nl                   | Philips          | GoodHabitz              |                          |                  |
| 2019-2020 | Umbro          | Metropoolregio Brainport Eindhoven | Philips          | energiedirect.nl        |                          |                  |
| 2020-2021 | Puma           | Metropoolregio Brainport Eindhoven | Philips          | energiedirect.nl        | TOTO                     |                  |
| 2021-2022 | Puma           | Metropoolregio Brainport Eindhoven | TOTO             | energiedirect.nl        |                          | Philips          |
| 2022-2024 | Puma           | Metropoolregio Brainport Eindhoven | TOTO             | GoodHabitz              |                          | Philips          |
| 2024-2025 | Puma           | Metropoolregio Brainport Eindhoven | TOTO             | GoodHabitz              | 50+ Mobiel               | Philips          |
| 2025-2026 | Puma           | Metropoolregio Brainport Eindhoven | Joe              | GoodHabitz              | 50+ Mobiel               | Philips          |

#### Vlag
Uit de jaren 50 stamt het zogenaamde Blauwdoek. Deze blauwe vlag bevat een aantal sterren, wat overeenkomt met het aantal behaalde landskampioenschappen. In de jaren 80 is het blauwdoek verdwenen, maar in 2004 is het in ere hersteld door de Supportersvereniging. In het clublied wordt verwezen naar het Blauwdoek: "Wij houden voor ogen de Rood-Witte vaan. Aan 't 'Blauwdoek' meer sterren de club bovenaan". Na ieder behaald landskampioenschap zal er een ster aan het doek worden toegevoegd.

### Clublied
Het clublied van PSV bestaat uit vier coupletten. Het werd op 3 oktober 1950 ingevoerd als officiële clublied. De muziek is gecomponeerd door Kees van der Weijden, voormalig dirigent van de Philips Harmonie. De tekst is geschreven door voormalig PSV-keeper Jo Vermeulen. Uit het clublied komt ook de slogan "Eendracht maakt macht" voort (uit het 1e couplet).

## Stadion
De thuiswedstrijden van het eerste elftal worden gespeeld in het Philips Stadion.

### Philips Stadion

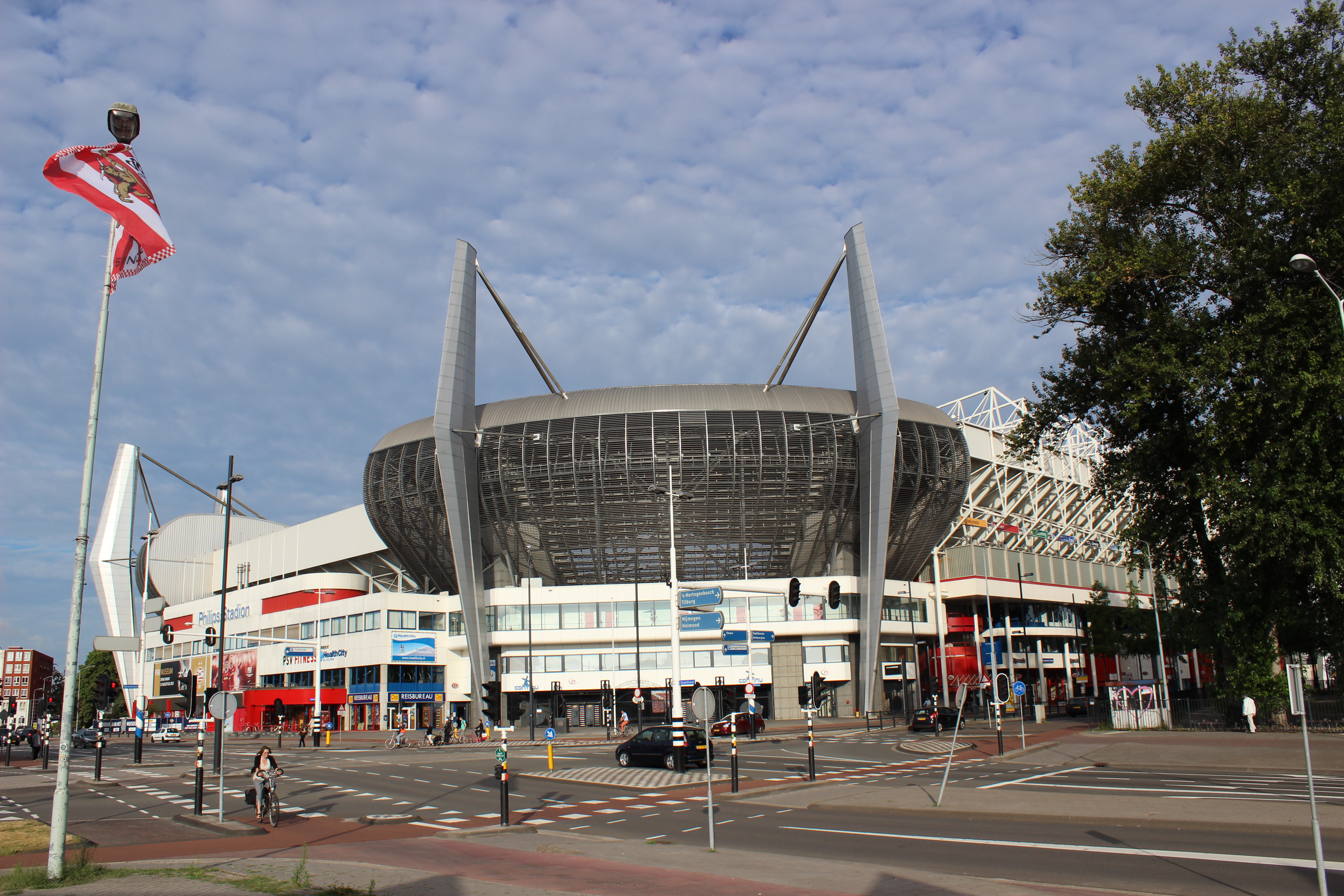
Het Philips Stadion in 2013

PSV speelt zijn thuiswedstrijden in het Philips Stadion. Het stadion ligt in het stadsdeel Strijp in de wijk Philipsdorp, nabij het centrum van Eindhoven. De huidige tribunes zijn in meerdere fases gebouwd. De laatste grote wijzigingen dateren van 2000, toen de hoeken werden dichtgebouwd. De tribunes zijn 33 meter hoog en het veld is 105 meter lang en 68 meter breed. Sinds het seizoen 2005/06 zijn alle hekken rondom het veld verdwenen. Het gehele stadion beschikt over verwarmde tribuneplaatsen en de capaciteit bedraagt 35.000 toeschouwers. Mede in verband met een mogelijke kandidatuur van Nederland (samen met België) voor het WK 2018 wordt er onderzocht of een uitbreiding van het stadion naar 43.000 zitplaatsen haalbaar is; de minimumcapaciteit voor een WK-stadion was destijds 42.000. Een andere reden is het maximum beschikbare aantal seizoenskaarten. In het seizoen 2020/21 heeft PSV het maximumaantal seizoenskaarten verkocht en is er een wachtlijst. Verder hebben diverse bedrijven een kantoor of winkel in het stadion en zijn er tevens twee restaurants gevestigd, waarvan één bekroond is met een Michelinster. De grond van het Philips Stadion is in het bezit van de gemeente Eindhoven.

## Trainingscomplex
De trainingslocatie is PSV Campus de Herdgang, hier spelen Jong PSV, PSV Vrouwen en de jeugdelftallen hun thuiswedstrijden.

### De Herdgang
Het trainingscomplex van PSV is op ongeveer drie kilometer afstand ten noordwesten van het Philips stadion gevestigd. In een bosrijke en rustige omgeving ligt PSV Campus De Herdgang, nabij landgoed De Wielewaal, aan de Oirschotsedijk. De Herdgang wordt vaak als synoniem gezien voor de rust die er in en om de club PSV heerst. Daarbij speelt ook de familie van Kemenade een prominente rol, onder aanvoering van vader Harry van Kemenade, tevens lid van verdienste van PSV, die samen met zoon Paul en dochter Liesbeth de professionele sectie van de Herdgang verzorgen. Het complex bestaat uit verschillende trainingsfaciliteiten, waaronder een fitnesscentrum en onder meer een tennisbaan. Behalve als trainingscomplex is de Herdgang ook in gebruik als trainings- en wedstrijdcentrum van de jeugdafdeling en de amateursectie. De Herdgang beschikt in totaal over zeven voetbalvelden, waarvan drie kunstgrasvelden. De tribune aan het hoofdveld biedt plaats aan 1.000 toeschouwers.

## Organisatie

### Aandeelhouders
Sinds 1 juli 1999 zijn alle professionele en jeugdactiviteiten van de Eindhovense Voetbal Vereniging PSV en de commerciële activiteiten van de Stichting PSV Voetbal ondergebracht in PSV NV. Binnen deze NV is een adviserende en toezichthoudende rol weggelegd voor de Raad van Commissarissen. De NV heeft verschillende soorten aandelen uitgegeven, gewone aandelen, priorititeitsaandelen en één bijzonder aandeel. De aandelen worden gehouden door de stichting PSV voetbal en de Eindhovense voetbalvereniging PSV. Het bijzondere aandeel is in bezit van Eindhovens voetbalvereniging PSV. De houder van het bijzondere aandeel heeft een beslissende stem in verschillende zaken van de NV zoals het wijzigen van de doelomschrijving, naam, structuur, logo en stadionlocatie. De prioriteitsaandelen, in bezit van de stichting PSV voetbal, bepaalt het aantal directeuren en commissarissen en kan een bindende voordracht doen voor nieuwe commissarissen en directieleden alsmede hun ontslag of schorsing.

### Betaaldvoetbalorganisatie

#### Raad van Commissarissen
De Raad van Commissarissen van de NV bestaat per 30 oktober 2023 uit:
- H.W.M. (Robert) van der Wallen, oprichter en voormalig CEO BrandLoyalty International (voorzitter)
- P. (Paul) Verhagen, CFO van ASM
- I.C.D.Y.M. (Ingrid) Wolf-De Jonge, voorzitter Haaglanden Medisch Centrum
- K.H.D.M. (Klaas) Dijkhoff, ondernemer en voormalig Lid van de Tweede Kamer der Staten-Generaal.[26][27]
- F. (Frank) Arnesen, voormalig speler en technisch directeur van PSV[28][29]

#### Directie
De eindverantwoordelijkheid voor de dagelijkse leiding van PSV NV ligt bij de voorzitter, casu quo algemeen directeur. Sinds medio 2022 is Marcel Brands er algemeen directeur als opvolger van Toon Gerbrands, die er na acht jaar vertrok. Earnest Stewart is sinds maart 2023 de directeur voetbalzaken, als vervanger voor de opgestapte John de Jong. 
De huidige directie bestaat uit:
- M.W. (Marcel) Brands, Algemeen Directeur
- E.L. (Earnest) Stewart, Directeur Voetbalzaken
- J. (Jaap) van Baar, Financieel Directeur
- F. (Frans) Janssen, Commercieel Directeur

### Begroting
In het seizoen 2007/08 werkte PSV met een begroting van 65 miljoen euro. Een stijging van 10 miljoen euro ten opzichte van het seizoen ervoor. In het seizoen 2006/07 draaide PSV een omzet van 88 miljoen euro, een record in de clubgeschiedenis. Het grootste deel van dat bedrag waren de inkomsten van de UEFA die PSV 31,6 miljoen euro betaalde vanwege televisierechten, reclame-inkomsten en wedstrijdpremies uit de Champions League. Andere inkomstenbronnen waren onder andere sponsorinkomsten voor een bedrag van 16,8 miljoen euro, stadionexploitatie 14,0 miljoen euro, media (voornamelijk televisierechten) 7,4 miljoen euro, seizoenskaarten 6,2 miljoen euro en losse kaartverkoop 5,5 miljoen euro. De bedrijfslasten waren 65,5 miljoen euro waarvan het grootste bedrag kosten waren van lonen en salarissen, te weten 35,6 miljoen euro. In het seizoen 2007/08 ontving PSV 27 miljoen euro van de UEFA vanwege deelname aan de Champions League.
In het seizoen 2017/18 realiseerde PSV een omzet van 70 miljoen euro en schreef voor het 7e jaar op rij zwarte cijfers, ditmaal met een kleine winst van ca. 2 ton.

### Samenwerkingsverbanden
PSV werkt samen met een aantal clubs uit Nederland. In 2022 heeft PSV een partnership gesloten met verschillende buitenlandse clubs, zoals Cruzeiro, Chivas en Austin FC, en in 2023 ging de club ook een samenwerking aan met de Zuid-Koreaanse club Jeonbuk Hyundai. Op 18 april 2024 begon PSV een nieuwe samenwerking met Adelaide United uit Australië. Daarnaast is PSV druk op zoek naar andere samenwerkingen in landen als Hongarije en Ghana.
- FC Eindhoven
- Regionale amateurclubs
- Cruzeiro[35]
- Chivas[36]
- Austin FC[37]
- Jeonbuk Hyundai[38]
- Adelaide United[39]

Voormalige samenwerkingsverbanden:
- Chelsea FC

## Eerste elftal

### Selectie
| Nr.           | Nat.                           | Naam                | Geb. datum | Bij PSV | Contract | Vorige club              | Bedrag       | Notitie                  |
| Keepers       | Keepers                        | Keepers             | Keepers    | Keepers | Keepers  | Keepers                  | Keepers      | Keepers                  |
| ------------- | ------------------------------ | ------------------- | ---------- | ------- | -------- | ------------------------ | ------------ | ------------------------ |
| 1             | Vlag van Nederland             | Nick Olij           | 01-08-1995 | 2025    | 2029     | Sparta Rotterdam         | € 3.000.000  |                          |
| 24            | Vlag van Nederland             | Niek Schiks         | 03-02-2004 | 2024    | 2027     | Jeugdopleiding           |              | Eigen Jeugd              |
| 32            | Vlag van Tsjechië              | Matěj Kovář         | 17-05-2000 | 2025    | huur     | Bayer Leverkusen         |              | Tsjechisch international |
| Verdedigers   |                                |                     |            |         |          |                          |              |                          |
| 3             | Vlag van Spanje                | Yarek Gąsiorowski   | 12-01-2005 | 2025    | 2030     | Valencia CF              | € 9.800.000  |                          |
| 4             | Vlag van Nederland             | Armando Obispo      | 05-03-1999 | 2017    | 2027     | Jeugdopleiding           |              | Eigen jeugd              |
| 6             | Vlag van Nederland             | Ryan Flamingo       | 31-12-2002 | 2024    | 2029     | FC Utrecht               | € 9.000.000  |                          |
| 8             | Vlag van Verenigde Staten      | Sergiño Dest        | 03-11-2000 | 2023    | 2028     | FC Barcelona             | Transfervrij | Amerikaans international |
| 17            | Vlag van Brazilië              | Mauro Júnior        | 06-05-1999 | 2018    | 2025     | Desportivo Brasil        | Onbekend     |                          |
| 25            | Vlag van Frankrijk             | Kiliann Sildillia   | 16-05-2002 | 2025    | 2030     | SC Freiburg              | € 5.800.000  |                          |
| 39            | Vlag van Burkina Faso          | Adamo Nagalo        | 22-09-2002 | 2024    | 2029     | FC Nordsjælland          | € 7.000.000  | Burkinees international  |
| Middenvelders |                                |                     |            |         |          |                          |              |                          |
| 20            | Vlag van Nederland             | Guus Til            | 22-12-1997 | 2022    | 2028     | Spartak Moskou           | € 3.000.000  | Nederlands international |
| 22            | Vlag van Nederland             | Jerdy Schouten      | 12-01-1997 | 2023    | 2030     | Bologna                  | € 12.000.000 | Nederlands international |
| 23            | Vlag van Nederland             | Joey Veerman        | 19-11-1998 | 2022    | 2028     | sc Heerenveen            | € 6.000.000  | Nederlands international |
| 26            | Vlag van Nederland             | Isaac Babadi        | 06-04-2005 | 2023    | 2028     | Jeugdopleiding           |              | Eigen jeugd              |
| 28            | Vlag van Nederland             | Tygo Land           | 11-01-2006 | 2024    | 2029     | Jeugdopleiding           |              | Eigen jeugd              |
| 34            | Vlag van Marokko               | Ismael Saibari      | 28-01-2001 | 2022    | 2029     | KRC Genk                 | Onbekend     | Marokkaans international |
| Aanvallers    |                                |                     |            |         |          |                          |              |                          |
| 5             | Vlag van Kroatië               | Ivan Perišić        | 02-02-1989 | 2024    | 2027     | Hajduk Split             |              | Kroatisch international  |
| 7             | Vlag van Nederland             | Ruben van Bommel    | 03-08-2004 | 2025    | 2030     | AZ                       | € 15.000.000 |                          |
| 9             | Vlag van Verenigde Staten      | Ricardo Pepi        | 09-01-2003 | 2023    | 2028     | FC Augsburg              | € 11.000.000 | Amerikaans international |
| 11            | Vlag van Marokko               | Couhaib Driouech    | 17-04-2002 | 2024    | 2029     | Excelsior Rotterdam      | € 3.500.000  |                          |
| 14            | Vlag van Frankrijk             | Alassane Pléa       | 10-03-1993 | 2025    | 2028     | Borussia Mönchengladbach | € 3.000.000  |                          |
| 19            | Vlag van Bosnië en Herzegovina | Esmir Bajraktarević | 10-03-2005 | 2025    | 2029     | New England Revolution   | € 3.000.000  | Bosnisch international   |
| 27            | Vlag van Roemenië              | Dennis Man          | 26-08-1998 | 2025    | 2029     | Parma                    | € 8.500.000  | Roemeens international   |

#### Verhuurde spelers
| Nat.               | Naam         | Geb. datum | Bij PSV | Contract | Huidige club     | Tot        | Positie | Notitie |
| ------------------ | ------------ | ---------- | ------- | -------- | ---------------- | ---------- | ------- | ------- |
| Vlag van Nederland | Joël Drommel | 16-11-1996 | 2021    | 2027     | Sparta Rotterdam | 30-06-2026 | Doelman |         |

### Staf
| Nat.               | Naam                    | Functie                    | Geb. datum      | Bij PSV         | Contract        | Vorige club      |
| Technische staf    | Technische staf         | Technische staf            | Technische staf | Technische staf | Technische staf | Technische staf  |
| ------------------ | ----------------------- | -------------------------- | --------------- | --------------- | --------------- | ---------------- |
| Vlag van Nederland | Peter Bosz              | Hoofdtrainer               | 21-11-1963      | 06-2023         | 2026            | Olympique Lyon   |
| Vlag van Nederland | Rob Maas                | Assistent-trainer          | 17-12-1969      | 06-2023         | 2026            | Olympique Lyon   |
| Vlag van Nederland | Andre Ooijer            | Assistent-trainer          | 11-07-1974      | 07-2025         | 2027            |                  |
| Vlag van Nederland | Theo Lucius             | Assistent-trainer          | 19-12-1976      | 07-2024         |                 | Jong PSV         |
| Vlag van België    | Kevin Begois            | Keeperstrainer             | 13-05-1982      | 07-2024         |                 | Jong PSV         |
| Begeleidende staf  |                         |                            |                 |                 |                 |                  |
| Vlag van Nederland | Gust van Montfort       | Hoofd medische staf        | 03-10-1978      | 06-2020         |                 |                  |
| Vlag van Nederland | Terry Peters            | Performance trainer        | 30-06-1986      | 06-2023         |                 | Olympique Lyon   |
| Vlag van Engeland  | Jermaine McCubbine      | Fysieke trainer            |                 |                 |                 |                  |
| Vlag van Nederland | Yannick van der Schee   | Fysieke trainer            |                 |                 |                 |                  |
| Vlag van Nederland | Ruud van Elk            | Sportwetenschapper         | 20-10-1988      | 06-2020         |                 |                  |
| Vlag van Nederland | Eddy Pepels             | Verzorger                  | 30-08-1955      |                 |                 |                  |
| Vlag van Nederland | Nick van der Horst      | Fysiotherapeut             |                 |                 |                 |                  |
| Vlag van Nederland | Rob van Hunnink         | Fysiotherapeut             |                 | 06-2020         |                 |                  |
| Vlag van Nederland | Rob Ouderland           | Fysiotherapeut             | 17-04-1958      |                 |                 |                  |
| Vlag van Nederland | Jurgen Nijenhuis        | Podo- en manueel therapeut |                 | 06-2020         |                 |                  |
| Vlag van België    | Kevin Daems             | Voedingsdeskundige         |                 |                 |                 |                  |
| Vlag van Nederland | Nicolas Paraskevopoulos | Voedingsdeskundige         |                 |                 |                 |                  |
| Vlag van Nederland | Rob Bogie               | Teamarts                   | 18-06-1977      | 06-2020         |                 |                  |
| Vlag van Nederland | Wart van Zoest          | Clubarts                   | 13-07-1976      |                 |                 |                  |
| Vlag van Nederland | John Feskens            | Video-analist              | 03-11-1965      |                 |                 | Willem II        |
| Vlag van Nederland | Pier Tensen             | Video-analist              | 04-10-1985      |                 |                 |                  |
| Vlag van Nederland | Bas Roorda              | Teammanager                | 13-02-1973      | 06-2020         |                 | FC Groningen     |
| Vlag van Nederland | Mart van den Heuvel     | Spelersbegeleider          | 13-04-1953      | Medio 1980      |                 |                  |
| Vlag van Nederland | Martijn op den Buijs    | Materiaalverzorger         |                 | 06-2020         |                 |                  |
| Vlag van Nederland | Adri van Dooren         | Materiaalverzorger         | 20-01-1963      |                 |                 |                  |
| Overige staf       |                         |                            |                 |                 |                 |                  |
| Vlag van Nederland | Aloys Wijnker           | Hoofd jeugdopleiding       |                 | 09-2024         |                 | KNVB             |
| Vlag van Nederland | Ard Bierens             | Manager perszaken          |                 | 12-2023         |                 | Team Jumbo Visma |

## Overige elftallen

### Jeugd
Naast het eerste elftal kent PSV ook een jeugdopleiding. Daar waar PSV het zwaartepunt lang legde op vooral het scouten van de juiste spelers, kwam de jeugdopleiding ogenschijnlijk vaak op het tweede plan. Naast een jeugdafdeling had PSV van 1987 tot 2000 een jeugdinternaat. Onder meer de latere international Peter Hoekstra zat daarop. Spelers die niet op het jeugdinternaat zaten, maar wel doorstroomden vanuit de eigen jeugdopleiding, zijn onder andere (ex-)internationals Wilfred Bouma, Boudewijn Zenden, Klaas-Jan Huntelaar en Ibrahim Afellay. De jeugdopleiding loopt van de F- tot de A-jeugd, plus het jeugdelftal, ook wel Jong PSV genoemd. De jeugd speelt haar wedstrijden op sportcomplex de Herdgang. In 2007 ontving PSV de trofee voor beste Jeugdopleiding van Nederland.
De jeugdopleiding van PSV bracht tot nu toe 32 Oranje-internationals op:
- Patrick van Aanholt
- Ibrahim Afellay
- Otman Bakkal
- Riechedly Bazoer
- Roy Beerens
- Frank Berghuis
- Steven Bergwijn
- Wilfred Bouma
- Joshua Brenet
- Toon Brusselers
- Memphis Depay
- Coen Dillen
- Ernest Faber
- Cody Gakpo
- Arnaut Groeneveld
- Jorrit Hendrix
- Peter Hoekstra
- Klaas-Jan Huntelaar
- Willy Janssen
- Adrie van Kraaij
- Harry Lubse
- Donyell Malen
- Dirk Marcellis
- Patrick Paauwe
- Jan Renders
- Lieuwe Steiger
- Jordan Teze
- Paul Verhaegh
- Eric Viscaal
- Jetro Willems
- Boudewijn Zenden
- Jeroen Zoet

#### Jong PSV
Jong PSV kwam met ingang van het seizoen 2013/14 onder leiding van Darije Kalezić, die daarmee Marco Roelofsen opvolgde. Dat was eveneens de eerste jaargang sinds de invoering van het betaalde voetbal waarin de KNVB jeugdteams toeliet tot de Eerste divisie. Dit betroffen Jong Ajax, Jong Twente en Jong PSV. Door in speelronde tien tot en met achttien twintig punten te halen, won Jong PSV datzelfde seizoen de tweede periode. Daarmee werd het als eerste 'Jong'-team ooit periodekampioen in de Eerste divisie. Waar dit voor reguliere Eerstedivisieteams kwalificatie voor de nacompetitie betekent, waren de drie Jong-teams hier bij voorbaat al van uitgesloten. De toelating daartoe ging daarom in plaats daarvan naar Sparta Rotterdam, dat in speelronde tien tot en met achttien negentien punten haalde.

### Amateurs
PSV/av, ook de PSV amateurs genoemd, is de amateurvoetbalafdeling van de Eindhovense Voetbalvereniging PSV.

## Overzichtslijsten

### Competitieresultaten sinds 1916
| 5 2C |

| 2 3B |

| 3 3B |

| 5 2B |

| 4 2B |

| 1 2B |

| 10 |

| 10 |

| 6 |

| 11 |

| 1 2B |

| 4 |

| 7 |

| 1 |

| 2 |

| 1 |

| 1 |

| 1 |

| 3 |

| 1 |

| 5 |

| 1 |

| 1 |

| 4 |

| 6 |

| 1 |

| 8 |

| 9 |

| 2 |

| X |

| 6 |

| 3 |

| 1 |

| 3 |

| 2 |

| 1 1E |

| 3 1D |

| 2 1D |

| 1 1C |

| 1 C |

| 4 B |

| 5 |

| 10 |

| 10 |

| 3 |

| 7 |

| 2 |

| 1 |

| 2 |

| 4 |

| 8 |

| 6 |

| 14 |

| 5 |

| 3 |

| 4 |

| 8 |

| 6 |

| 4 |

| 1 |

| 1 |

| 2 |

| 1 |

| 3 |

| 3 |

| 5 |

| 2 |

| 3 |

| 2 |

| 2 |

| 1 |

| 1 |

| 1 |

| 1 |

| 2 |

| 1 |

| 1 |

| 2 |

| 3 |

| 3 |

| 2 |

| 1 |

| 2 |

| 3 |

| 1 |

| 1 |

| 2 |

| 1 |

| 2 |

| 1 |

| 1 |

| 1 |

| 1 |

| 4 |

| 3 |

| 3 |

| 3 |

| 2 |

| 4 |

| 1 |

| 1 |

| 3 |

| 1 |

| 2 |

| 4 |

| 2 |

| 2 |

| 2 |

| 1 |

| 1 |

| Eredivisie | Hoofdklasse (profniveau) | Eerste klasse (profniveau) | Eerste klasse | Tweede klasse | Derde klasse | Competitie niet afgemaakt |

### Punten sinds 1956
Een overzicht van de behaalde punten vanaf de oprichting van de Eredivisie in 1955/56 tot en met het heden, omgerekend naar 34 wedstrijden per seizoen en 3 punten voor een overwinning).
| 57 |

| 45 |

| 45 |

| 63 |

| 51 |

| 70 |

| 67 |

| 67 |

| 52 |

| 43 |

| 50 |

| 36 |

| 61 |

| 65 |

| 70 |

| 49 |

| 53 |

| 69 |

| 78 |

| 77 |

| 67 |

| 74 |

| 69 |

| 62 |

| 62 |

| 75 |

| 72 |

| 75 |

| 65 |

| 87 |

| 86 |

| 86 |

| 77 |

| 68 |

| 76 |

| 83 |

| 73 |

| 61 |

| 67 |

| 77 |

| 77 |

| 72 |

| 61 |

| 84 |

| 83 |

| 68 |

| 84 |

| 74 |

| 87 |

| 84 |

| 75 |

| 72 |

| 65 |

| 78 |

| 69 |

| 69 |

| 69 |

| 59 |

| 88 |

| 84 |

| 76 |

| 83 |

| 83 |

| 49 |

| 72 |

| 81 |

| 75 |

| 91 |

| 79 |

| 69 |

| Eredivisie | Competitie niet afgemaakt |

### KNVB Beker sinds 1916
| 32 |

| 128 |

| X |

| X |

| DQ |

| X |

| X |

| X |

| X |

| 64 |

| X |

| X |

| X |

| X |

| 8 |

| X |

| 2 |

| X |

| 64 |

| 4 |

| 16 |

| X |

| X |

| 2 |

| X |

| X |

| X |

| X |

| 4 |

| X |

| X |

| X |

| X |

| 64 |

| 1 |

| X |

| X |

| X |

| X |

| X |

| X |

| 32 |

| 8 |

| X |

| X |

| 16 |

| 4 |

| 32 |

| 64 |

| 32 |

| 4 |

| 32 |

| 16 |

| 2 |

| 2 |

| 32 |

| 16 |

| 8 |

| 1 |

| 16 |

| 1 |

| 8 |

| 16 |

| 4 |

| 4 |

| 4 |

| 16 |

| 4 |

| 8 |

| 4 |

| 32 |

| 16 |

| 1 |

| 1 |

| 1 |

| 4 |

| 16 |

| 8 |

| 8 |

| 16 |

| 1 |

| 16 |

| 2 |

| 4 |

| 16 |

| 2 |

| 4 |

| 4 |

| 8 |

| 1 |

| 2 |

| 8 |

| DQ |

| 32 |

| 8 |

| 8 |

| 1 |

| 2 |

| 32 |

| 16 |

| 8 |

| 32 |

| 8 |

| 32 |

| 16 |

| 8 |

| 1 |

| 1 |

| 16 |

| 4 |

| KNVB Beker | Geen deelname | Geen competitie |

### PSV in Europa sinds 1956
| 16 |

| x |

| x |

| x |

| x |

| x |

| x |

| x |

| 8 |

| x |

| x |

| x |

| x |

| x |

| 16 |

| 4 |

| 16 |

| x |

| x |

| 4 |

| 4 |

| 16 |

| 1 |

| 8 |

| 32 |

| 32 |

| 32 |

| 64 |

| 32 |

| 32 |

| 32 |

| 32 |

| 1 |

| 8 |

| 8 |

| 32 |

| 16 |

| 8 |

| 64 |

| 64 |

| 8 |

| 8 |

| 12 |

| 18 |

| 32 |

| 8 |

| 8 |

| 32 |

| 8 |

| 4 |

| 16 |

| 8 |

| 8 |

| 32 |

| 32 |

| 8 |

| 16 |

| 48 |

| 48 |

| 32 |

| 16 |

| 32 |

| VR |

| 32 |

| 48 |

| 32 |

| 8 |

| 32 |

| 16 |

| 16 |

| EC I / Champions League | EC II | UEFA Cup / Europa League | UEFA Conference League | geen Europees voetbal |

### UEFA rank sinds 1960
| 40 |

| - |

| - |

| - |

| 53 |

| 64 |

| 74 |

| 84 |

| 90 |

| - |

| 108 |

| 66 |

| 44 |

| 45 |

| 40 |

| 39 |

| 31 |

| 34 |

| 9 |

| 6 |

| 7 |

| 16 |

| 21 |

| 42 |

| 34 |

| 43 |

| 30 |

| 41 |

| 26 |

| 25 |

| 16 |

| 30 |

| 20 |

| 31 |

| 39 |

| 52 |

| 35 |

| 32 |

| 26 |

| 24 |

| 32 |

| 39 |

| 27 |

| 30 |

| 24 |

| 13 |

| 12 |

| 15 |

| 12 |

| 15 |

| 22 |

| 21 |

| 22 |

| 27 |

| 29 |

| 30 |

| 33 |

| 42 |

| 40 |

| 39 |

| 41 |

| 56 |

| 50 |

| 41 |

| 32 |

| 29 |

* Bijgewerkt per 12 juli 2024.

### Beker
In totaal speelde PSV negentien finales in het toernooi om de KNVB beker. De eerste was in 1932 tegen DFC Dordrecht. De Dordtenaren wonnen met 5-4 na verlenging. De eerste winst van het bekertoernooi dateert uit 1950, toen HFC Haarlem werd verslagen, met 4-3, ook na verlenging. PSV heeft elf keer de KNVB beker gewonnen.

### Europees voetbal
PSV nam van het seizoen 1974/75 tot en met het seizoen 2016/17 ieder jaar deel aan een Europees toernooi (Europacup I/Champions League, Europacup II of UEFA Cup/Europa League). In die tijd won PSV één keer de UEFA Cup (1977/78) en één keer de Europacup I (1987/88). In de seizoenen 1970/71 en 1974/75 haalde de club de halve finale van het Europacup II-toernooi, in 1975/76 die van de Europacup I en in 2004/05 die van de Champions League. PSV won in 1988 als een van de weinige Europese clubs de continentale treble (winst van het landskampioenschap, de nationale beker en de Europacup I). Deze reeks werd doorbroken in het seizoen 2017/18. PSV kwam toen niet verder dan de derde kwalificatieronde van de Europa League, door twee nederlagen tegen NK Osijek.
Champions League-records
PSV nam in het seizoen 1992/93 voor het eerst deel aan de dat jaar ook opgerichte Champions League. De club speelde op 25 november 1992 haar eerste wedstrijd in dit toernooi, uit bij FC Porto (2–2). Romário maakte die dag beide treffers en was daarmee de eerste die scoorde voor PSV in de Champions League.
PSV nam van seizoen 1997/98 tot en met seizoen 2008/09 twaalf seizoenen op rij deel aan de UEFA Champions League, een Nederlands record. De Eindhovense club boekte op 30 oktober 2002 haar grootste overwinning in dit toernooi: 3–0 thuis tegen AJ Auxerre. De grootste uitzege is een overwinning van 1–3 op HJK Helsinki op 25 november 1998. PSV's grootste nederlagen in de CL vonden plaats op 25 september 2002, 8 maart 2006 en 20 september 2023: 0–4 thuis tegen Arsenal, 4–0 uit tegen Olympique Lyon en 4–0 uit tegen Arsenal.
Luuk de Jong maakte negen CL-doelpunten voor PSV en is daarmee clubtopscorer in dit toernooi. Johann Vogel speelde het hoogste aantal wedstrijden in de Champions League voor de Eindhovense club: 38. Ismaïl Aissati werd op een leeftijd van 17 jaar en 46 dagen de jongste PSV-er ooit in de Champions League, Jan Heintze met 39 jaar en 66 dagen de oudste. Arjen Robben was de jongste speler die voor PSV een CL-doelpunt maakte (18 jaar en 280 dagen), Phillip Cocu de oudste (35 jaar en 38 dagen). Doelman Heurelho da Silva Gomes slaagde er dertien CL-wedstrijden in de nul te houden en bezit daarmee dit clubrecord.
PSV speelde op 28 september 2016 zijn honderdste wedstrijd in de Champions League. De Eindhovense club was daarmee de zestiende die tot dit aantal kwam. Het werd die dag 2–2 uit bij FK Rostov. Luuk de Jong maakte die dag tevens PSV's honderdste doelpunt in de Champions League, de 2–2.
Overzicht Europese seizoenen
De club speelt sinds 1955 in diverse Europese competities. Hieronder staan de competities en in welke seizoenen de club deelnam. De edities die PSV heeft gewonnen zijn dik gedrukt:
- Champions League (23x)

1992/93, 1997/98, 1998/99, 1999/00, 2000/01, 2001/02, 2002/03, 2003/04, 2004/05, 2005/06, 2006/07, 2007/08, 2008/09, 2013/14, 2015/16, 2016/17, 2018/19, 2019/20, 2021/22, 2022/23, 2023/24, 2024/25, 2025/26
- Europacup I (10x)

1955/56, 1963/64, 1975/76, 1976/77, 1978/79, 1986/87, 1987/88, 1988/89, 1989/90, 1991/92
- Europacup II (5x)

1969/70, 1970/71, 1974/75, 1990/91, 1996/97
- Europa League (11x)

2009/10, 2010/11, 2011/12, 2012/13, 2013/14, 2014/15, 2017/18, 2019/20, 2020/21, 2021/22, 2022/23
- Conference League (1x)

2021/22
- UEFA Cup (16x)

1971/72, 1977/78, 1979/80, 1980/81, 1981/82, 1982/83, 1983/84, 1984/85, 1985/86, 1993/94, 1994/95, 1995/96, 2000/01, 2001/02, 2003/04, 2007/08
- UEFA Super Cup (1x)

1988
- Intertoto Cup (1x)

1973
- International Football Cup (3x)

1962/63, 1963/64, 1965/66
Bijzonderheden Europese competities:
| Bijzonderheid                 | Datum      | Tegenstander     | Uitslag | Plaats        | Naam                  | Aantal |
| ----------------------------- | ---------- | ---------------- | ------- | ------------- | --------------------- | ------ |
| Hoogste overwinning           | 18-09-1974 | Ards FC          | 10-0    | Eindhoven     |                       |        |
| Hoogste nederlaag             | 07-11-1979 | AS Saint-Étienne | 0-6     | Saint-Étienne |                       |        |
| Hoogste nederlaag             | 04-03-2025 | Arsenal FC       | 1-7     | Eindhoven     |                       |        |
| Speler met meeste wedstrijden | 06-12-2012 |                  |         |               | Wilfred Bouma         | 78     |
| Speler met meeste doelpunten  | 05-11-1980 |                  |         |               | Willy van der Kuijlen | 25     |

UEFA Club Ranking: 21 (31-07-2025)

## Bekende (oud-)PSV'ers

### Voorzitters
PSV’s eerste voorzitter was Jan-Willem Hofkes. Hij leidde de club van 1913 tot 1925 (met een tussenpoze van één jaar). De voorzitter was die tijd nog voorzitter van de sportvereniging en nog niet specifiek van de voetbalvereniging. De eerste voorzitter die een Europese prijs won was Aad Groeneveld. Hij was voorzitter van 1970 tot 1983. Samen met Ben van Gelder leidde hij PSV naar de Europese top en zorgde voor een commerciële inslag. Jacques Ruts was voorzitter toen PSV in 1988 de Europacup I won. Ruts was de opvolger van Groeneveld en bleef tien jaar voorzitter van PSV. De laatste voorzitter die een lange termijn in dienst was was Harry van Raaij. Hij was acht jaar voorzitter en onder zijn leiding won PSV vier landstitels.

### Trainers

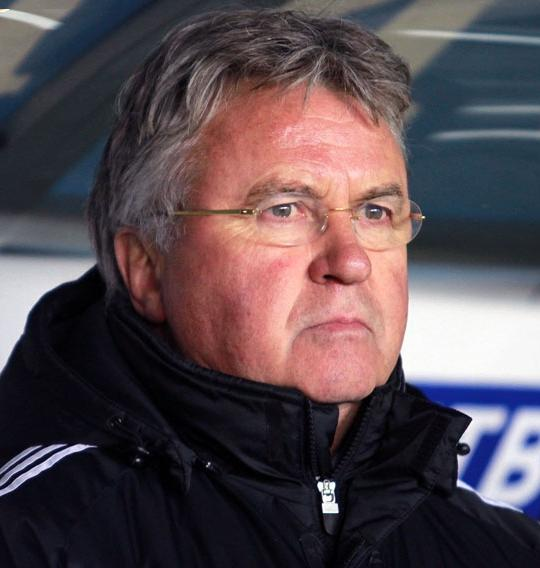
Guus Hiddink behaalde als trainer bij PSV zes landstitels en vier KNVB bekers

Guus Hiddink is de meest succesvolle trainer in het Nederlandse betaald voetbal. Er is geen enkele trainer die meer landskampioenschappen in de Eredivisie heeft gewonnen. Verspreid over twee periodes behaalde Hiddink zes landstitels en tevens vier KNVB bekers, alle bij PSV. Tevens won Hiddink de Europacup I. Hiddink was ruim 7 jaar trainer van PSV, van 1987 tot 1990 en van 2002 tot 2006. Een andere prominente trainer, die bijna acht jaar aan de club verbonden bleef als trainer, is Kees Rijvers. Hij trainde de club van 1972 tot 1980. In die tijd veroverde PSV de UEFA Cup, drie landstitels en twee KNVB bekers. Oud-speler Phillip Cocu won als trainer in de periode 2013–2018 drie landstitels met de club. Bobby Robson, Eric Gerets en Peter Bosz veroverden met PSV twee keer de landstitel.

### Spelers
Belangrijkste en meest prominente ex-PSV'er is waarschijnlijk Willy van der Kuijlen. Van der Kuijlen wordt ook wel Mr. PSV genoemd. Hij speelde 528 competitiewedstrijden voor PSV en scoorde daarin 308 goals. Een andere bijnaam voor Van der Kuijlen is “skietuh Willy” vanwege zijn harde schot. Een andere PSV’er die bekendstond vanwege zijn harde schot is “het Kanon” Coen Dillen. Beide spelers hebben een standbeeld naast het Philips Stadion staan. Dillen was PSV’er in de jaren vijftig en scoorde in 1956/57 43 doelpunten in één seizoen, nog steeds een record in de Nederlandse Eredivisie. Andere spelers die een record in handen hebben zijn onder meer Hans van Breukelen, Eric Gerets, Jan Heintze, Heurelho da Silva Gomes, Eric Addo, Jefferson Farfán en Ibrahim Afellay. Allen werden met PSV vier keer achtereen kampioen van Nederland. De eerste drie deden dat in de jaren 80, in een tijd dat tevens de Europacup I werd veroverd. Een van de twee Europese Cups die PSV won. Tien jaar eerder won PSV de UEFA Cup, met in het team behalve aanvoerder Willy van der Kuijlen, keeper Jan van Beveren, René en Willy van de Kerkhof, Gerrie Deijkers en Harry Lubse. Ronald Koeman en Eric Gerets zijn voormalige PSV-ers die zowel als speler én als trainer kampioen werden met PSV. Gerets is ook lid van verdienste van PSV, net als bijvoorbeeld Sjef van Run en Roel Wiersma. Wiersma was een verdediger bij PSV eind jaren vijftig, begin jaren zestig. Na zijn actieve carrière werd hij coach bij PSV, de waterpolo-afdeling. Andere spelers die wel in een andere functie bij de voetbaltak van PSV terugkeerden, zijn onder meer Berry van Aerle (supporterscoördinator), Ernie Brandts (assistent-trainer), Toon Brusselers (bestuurslid technische zaken), Phillip Cocu (jeugdtrainer en later trainer), Guus Hiddink (trainer), Adrie van Kraaij (technisch manager en scout) en Luc Nilis (spitsentrainer). Nilis was een aanvaller en vormde een duo met Van Nistelrooij, die als topspits onder meer de Brazilianen Romario en Ronaldo opvolgde. Andere ex-spelers die bij Europese topclubs spelen of speelden zijn onder anderen Ruud van Nistelrooij, Alex, Mark van Bommel, Arjen Robben, Ibrahim Afellay, Ruud Gullit, Gheorghe Popescu, Boudewijn Zenden, Ji-sung Park, Jaap Stam en Eiður Guðjohnsen.

### Recordhouders
Topscorers aller tijden

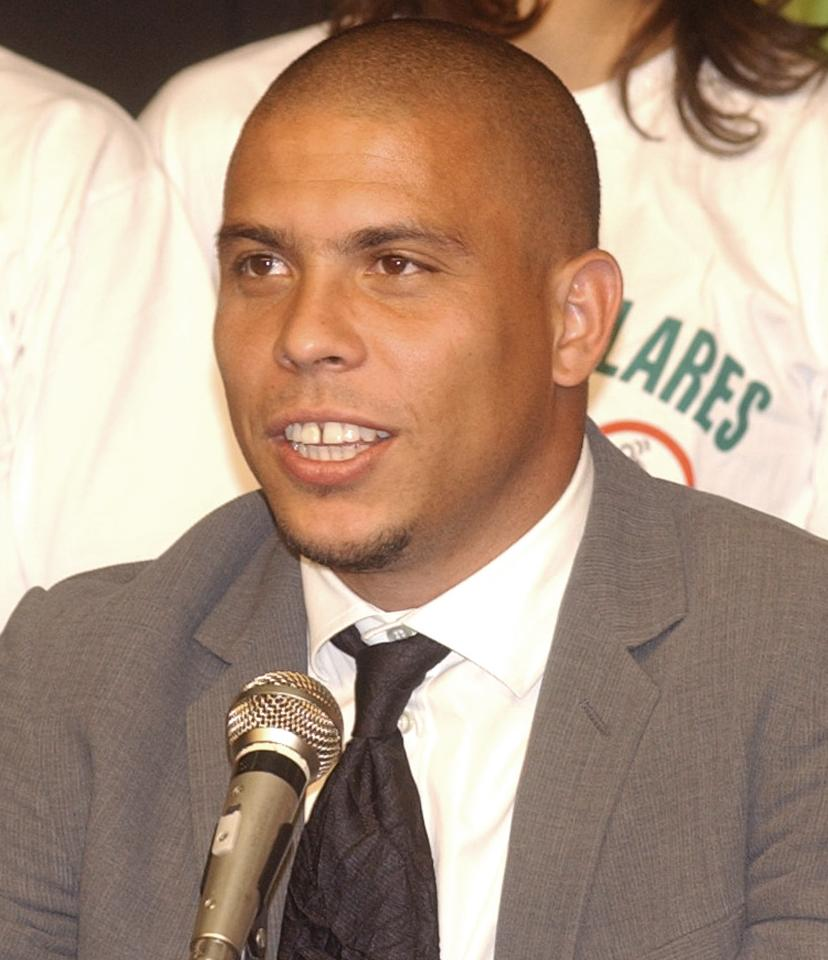
Ronaldo, nummer vijf in de rangschikking 'Meeste gescoorde doelpunten in één seizoen'

- 1. Willy van der Kuijlen, 308 doelpunten (tevens het nationale record)
- 2. Coen Dillen, 288
- 3. Piet Fransen, 210
- 4. Luuk de Jong, 186
- 5. Jan van den Broek, 154

Meeste gescoorde doelpunten in één seizoen
- 1. Coen Dillen (1956/1957), 43 doelpunten (tevens het nationale record)
- 2. Mateja Kežman (2002/2003), 35 doelpunten
- 3. Ruud van Nistelrooij (1998/1999) en Mateja Kežman (2003/2004), 31 doelpunten
- 5. Ronaldo (1994/1995), 30 doelpunten

Meeste gespeelde competitiewedstrijden
- 1. Willy van der Kuijlen, 528 wedstrijden
- 2. Willy van de Kerkhof, 418
- 3. Jan Heintze, 395
- 4. Berend Scholtens, 388
- 5. Lieuwe Steiger, 383

Meeste minuten, onafgebroken, zonder tegendoelpunt, in de Eredivisie
- 1. Heurelho da Silva Gomes en Edwin Zoetebier, 1159 minuten (2004, tevens het nationale record)
- 2. Heurelho da Silva Gomes, 957 (2006 (okt-dec))
- 3. Heurelho da Silva Gomes, 817 (2006 (feb-apr))

### Legendary PSV
Een team van oud-spelers van PSV speelt onder de naam Legendary PSV als gelegenheidsteam wedstrijden, op uitnodiging.
Legendary PSV wordt wisselend vertegenwoordigd door spelers als Berry van Aerle, Mateja Kezman, Ernest Faber, Harry Lubse, Twan Scheepers, Jan Poortvliet, André van Gerven, Erwin Koeman en Stan Valckx. Jaarlijks strijden Legendary PSV en een team van trainers van amateurclubs om de Gerrie Deijkers Trofee.

### Aanvoerders
| Naam                  | No. | Periode    | Bij PSV              |
| --------------------- | --- | ---------- | -------------------- |
| Jerdy Schouten        | 22  | 2025–heden | 2023–heden           |
| Luuk de Jong          | 9   | 2022–2025  | 2014–2019, 2022–2025 |
| Marco van Ginkel      | 8   | 2021–2022  | 2016–2018, 2020–2023 |
| Denzel Dumfries       | 22  | 2020–2021  | 2018–2021            |
| Ibrahim Afellay       | 17  | 2019–2020  | 2003–2010, 2019–2020 |
| Luuk de Jong          | 9   | 2018–2019  | 2014–2019, 2022–2025 |
| Marco van Ginkel      | 10  | 2017–2018  | 2016–2018, 2020–2023 |
| Luuk de Jong          | 9   | 2015–2017  | 2014–2019, 2022–2025 |
| Georginio Wijnaldum   | 10  | 2013–2015  | 2011–2015            |
| Mark van Bommel       | 6   | 2012–2013  | 1999–2005, 2012–2013 |
| Ola Toivonen          | 7   | 2011–2012  | 2008–2014            |
| Orlando Engelaar      | 8   | 2011       | 2009–2013            |
| Ibrahim Afellay       | 20  | 2010       | 2003–2010, 2019–2020 |
| Timmy Simons          | 6   | 2007–2010  | 2005–2010            |
| Phillip Cocu          | 8   | 2005–2007  | 1995–1998, 2004–2007 |
| Mark van Bommel       | 6   | 2000–2005  | 1999–2005, 2012–2013 |
| Luc Nilis             | 10  | 1998–2000  | 1994–2000            |
| Arthur Numan          | 5   | 1995–1998  | 1992–1998            |
| Jan Wouters           | 3   | 1994–1995  | 1994–1996            |
| Erwin Koeman          | 3   | 1993–1994  | 1979–1982, 1990–1994 |
| Gerald Vanenburg      | 8   | 1991–1993  | 1986–1993            |
| Eric Gerets           | 2   | 1987–1991  | 1985–1992            |
| Ruud Gullit           | 10  | 1985–1987  | 1985–1987            |
| Willy van de Kerkhof  | 8   | 1985       | 1973–1988            |
| Hallvar Thoresen      | 11  | 1983–1985  | 1981–1988            |
| Huub Stevens          | 3   | 1982–1983  | 1975–1986            |
| Ruud Geels            | 9   | 1981–1982  | 1981–1982            |
| Willy van der Kuijlen | 11  | 1979–1981  | 1964–1981            |
| Adrie van Kraaij      | 9   | 1979       | 1971–1982            |
| Willy van der Kuijlen | 11  | 1977–1979  | 1964–1981            |
| Jan van Beveren       | 1   | 1975–1977  | 1970–1980            |
| Willy van der Kuijlen | 11  | 1974–1975  | 1964–1981            |
| Jan van Beveren       | 1   | 1972–1974  | 1970–1980            |
| Pleun Strik           | 3   | 1969–1972  | 1968–1976            |
| Daan Schrijvers       | 4   | 1965–1969  | 1965–1970            |
| Fons van Wissen       |     | 1964–1965  | 1958–1967            |
| Toon Brusselers       |     | 1961–1964  | 1951–1965            |
| Roel Wiersma          |     | 1957–1961  | 1954–1965            |
| Lieuwe Steiger        |     | 1955–1957  | 1942–1957, 1959      |
| Berend Scholtens      |     | 1948–1955  | 1937–1955            |
| Sjef van Run          |     | 1932–1942  | 1926–1942            |
| Ad van Eerd           |     | 1928–1932  | 1927–1932            |